# Gerhard Günther (Historiker)
Gerhard Günther (* 22. Februar 1930 in Greiz; † Februar 2023) war ein deutscher Jurist, Archivar und Historiker.

## Leben
Günther stammte aus dem reußischen Vogtland. Nach dem Schulbesuch studierte er Rechtswissenschaft an der Friedrich-Schiller-Universität Jena. 1956/57 wurde er mit der Doktorarbeit Die Anfänge der Rezeption des mittelalterlichen römischen Zivilrechts in Thüringen bis zur Mitte des 14. Jahrhunderts zum Dr. jur. promoviert. 1959 wurde er zum Direktor des Stadtarchivs Mühlhausen berufen. Er studierte zusätzlich an der Humboldt-Universität zu Berlin Archivwissenschaft und promovierte 1973 an der Karl-Marx-Universität Leipzig mit der Doktorarbeit Studien zur Geschichte der Reformation und des Bauernkrieges zum Dr. phil. Er war Gründungsdirektor der Zentralen Gedenkstätte Deutscher Bauernkrieg.
Im Heft 2/1990 wandte sich Gerhard Günther als Direktor des Stadtarchivs Mühlhausen und Leiter des Kreisarchivs Mühlhausen mit einer kritischen Wortmeldung zum Archivwesen in der DDR in der Fachzeitschrift Archivmitteilungen an die wissenschaftliche Öffentlichkeit.

## Ehrungen
- Ernennung zum Archivrat
- 1989: Verdienstmedaille der DDR
- 1989: Ehrennadel des Kulturbundes der DDR

## Werke (Auswahl)
- Mühlhausen in Thüringen. 1200 Jahre Geschichte der Thomas-Müntzer-Stadt, Leipzig, 1975.
- Mühlhausen. Das Rathaus, Leipzig, 1975.
- Bemerkungen zum Thema „Thomas Müntzer und Heinrich Pfeiffer in Mühlhausen“ In: Gerhard Heitz (Hrsg.), Der Bauer im Klassenkampf. Studien zur Geschichte des deutschen Bauernkrieges und der bäuerlichen Klassenkämpfe im Spätfeudalismus, Berlin u. a. 1975, S. 157–182.
- Gerhard Günther: Zur territorialen Entwicklung des Kreises Mühlhausen. In: Mühlhäuser Beiträge. Heft 2, 1979, ZDB-ID 1125623-0, S. 64–70, 127–128.
- mit Winfried Korf: Mühlhausen. Thomas-Müntzer-Stadt (= Kunstgeschichtliche Städtebücher). VEB E. A. Seemann-Verlag, Leipzig 1986, ISBN 3-363-00018-9; 2. Aufl. Ebenda 1989, ISBN 3-363-00018-9.
- Müntzer-Quellen im Stadtarchiv Mühlhausen. In: Archivmitteilungen 39 (1989), S. 204–206.
- Willkür der Stadt Heiligenstadt aus dem Jahr 1335. Stadtrecht im Mittelalter, Duderstadt, 1997.
- Vom Wagenrad zum Automobil, Bad Langensalza, 2004.
- Römisches Recht in Thüringen. Seine Anwendung im Rechtsleben bis 1350, Bad Langensalza, 2006.